# Valerij Kobelev

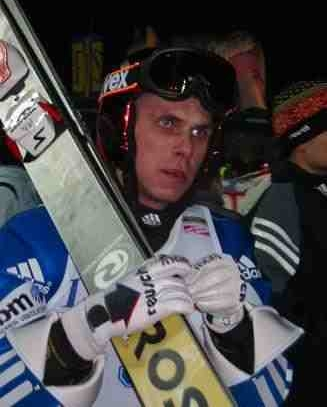
Valerij Kobelev.

Valerij Vladimirovitj Kobelev (ryska: Валерий Владимирович Кобелев), född 4 mars 1973 i Kaluga, Ryska SFSR, Sovjetunionen, är en rysk backhoppare och utövare av nordisk kombination. Hans bästa resultat i världscupen i backhoppning är en femte plats. Han var med om ett svårt fall år 1999, som i media beskrevs som historiens värsta.
Han deltog i de olympiska vinterspelen 1994 i Lillehammer i nordisk kombination samt i de olympiska vinterspelen 1998 i Nagano och olympiska vinterspelen 2002 i Salt Lake City i backhoppning. Hans bästa resultat var en niondeplats i lagtävlingen i backhoppning 1998.